# Charles H. Sweetser
Charles H. Sweetser (Athol, 25 agosto 1841 – New York, 4 febbraio 1871) è stato uno scrittore, giornalista e editore statunitense.

## Biografia
Nacque ad Athol, Massachusetts, nella Contea di Worcester e si laureò all'Amherst College nel 1862. La poetessa Emily Dickinson era una sua cugina e anche sua figlia, Kate Dickinson Sweetser, era un'autrice. Fondò le pubblicazioni di New York The Round Table (uno dei primi settimanali letterari della stampa americana) e il New York Evening Mail. Morì a Palatka, in Florida, (allora conosciuta come Pilatka) all'età di trent'anni.

## Opere
- (1869) Book of the Summer Resorts
- Book of Summer Resorts Explaining where to Find Them, how to Find Them and Their Special Advantages with Details of Time Tables and Prices